# 格洛戈夫水道

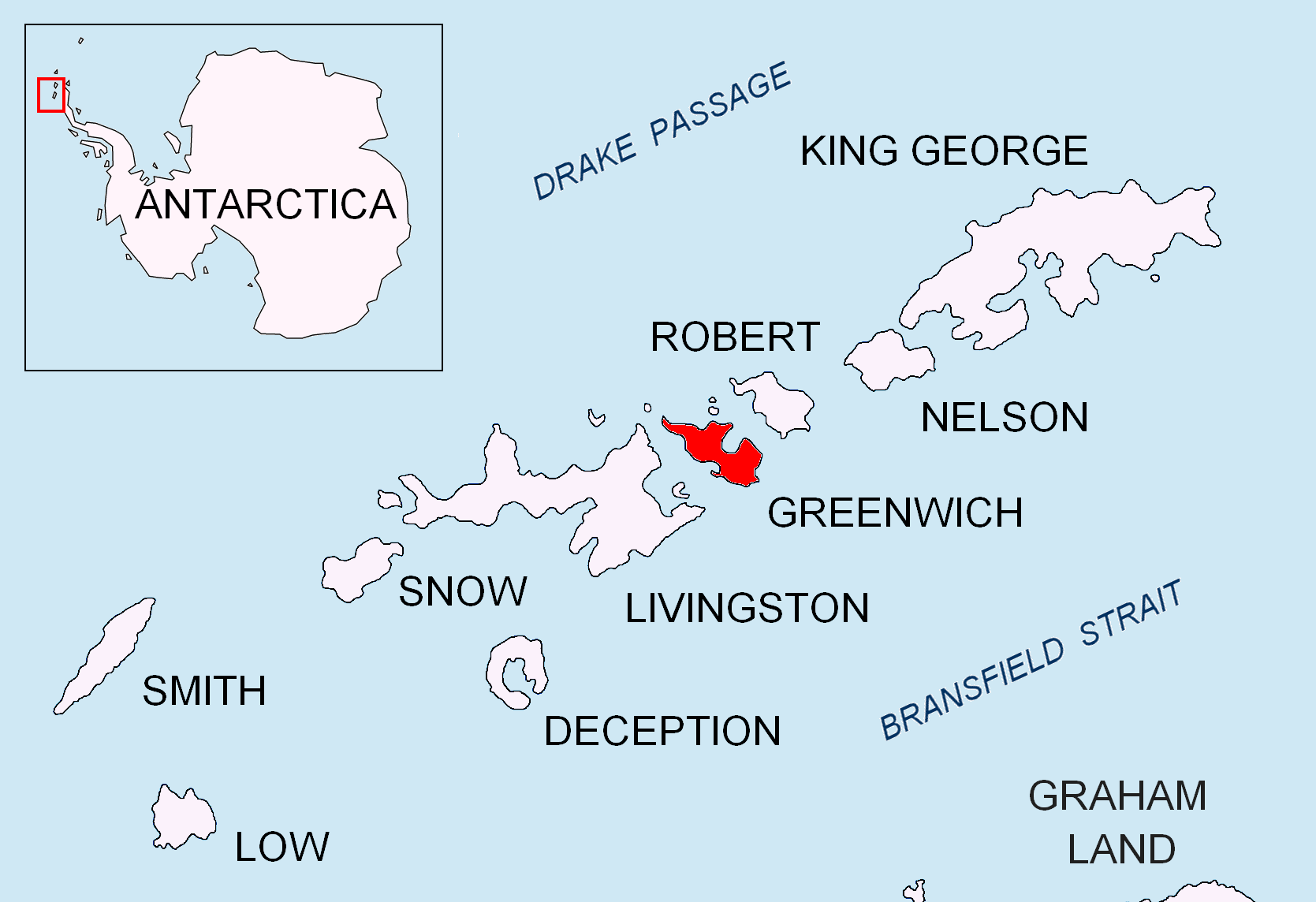
位於南設得蘭群島的格林尼治島

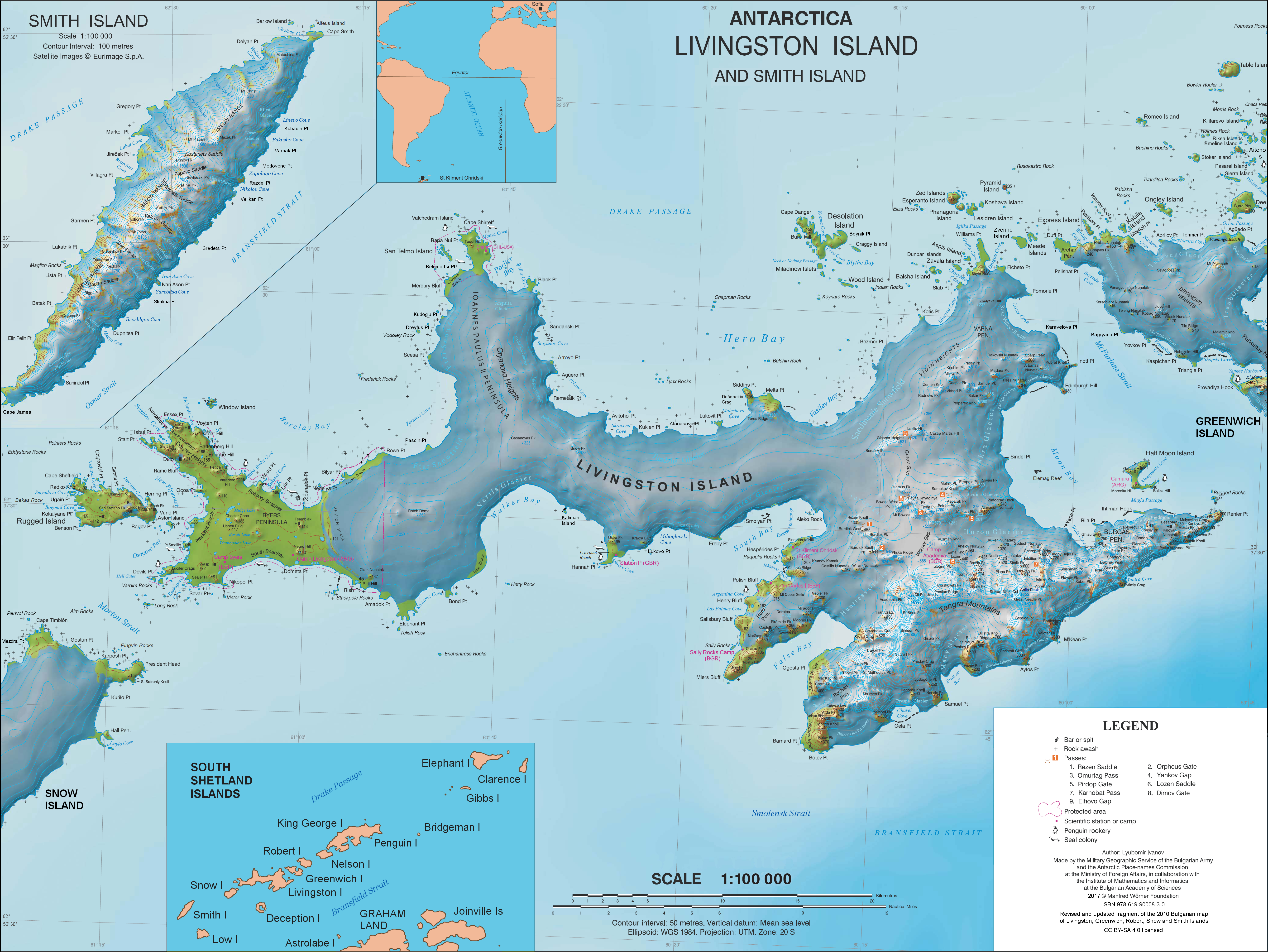
利文斯頓島及史密斯島的地形圖

62°27′00″S 60°03′59″W / 62.45000°S 60.06639°W
格洛戈夫水道是位於屬於米德群島的茲維里諾島西南偏西方與凱夫島東北偏東方之間的水道，以保加利亞的鄉鎮命名。